# میری تیلور
میری تیلور (انگلیسی: Miri Taylor؛ زادهٔ ۲ فوریهٔ ۲۰۰۰) بازیکن فوتبال اهل انگلستان است که در پست هافبک برای باشگاه استون ویلا در سوپر لیگ زنان انگلستان بازی می‌کند.
وی در تیم ملی فوتبال زیر ۱۷ سال زنان انگلستان بازی کرده است.